# Глен Девіс (баскетболіст)
Рональд Глен Девіс (англ. Ronald Glen Davis, нар. 1 січня 1986, Батон-Руж, Флорида, США) — американський професіональний баскетболіст, центровий і важкий форвард. Чемпіон НБА.

## Ігрова кар'єра
На університетському рівні грав за команду ЛСУ (2004–2007). 2006 року був включений до другої збірної NCAA, а також був визнаний найкращим баскетболістом конференції SEC.
2007 року був обраний у другому раунді драфту НБА під загальним 35-м номером командою «Сіетл Суперсонікс». Проте професіональну кар'єру розпочав 2007 року виступами за «Бостон Селтікс», куди разом з Реєм Алленом невдовзі після драфту був обміняний на Делонте Веста, Воллі Щерб'яка та Джеффа Гріна. Захищав кольори команди з Бостона протягом наступних 4 сезонів. У перший же свій сезон у лізі став чемпіоном у складі команди, коли «Бостон» обіграв у фіналі «Лос-Анджелес Лейкерс». 
21 березня 2009 року провів найрезультативнішу гру в кар'єрі, набравши 24 очки у матчі проти «Мемфіс Гріззліс». 2010 року допоміг команді знову пробитися до фіналу НБА, де відбувся матч-реванш з «Лейкерс». Цього разу сильнішою стала команда з Лос-Анджелеса, яка й стала чемпіоном.
З 2011 по 2014 рік грав у складі «Орландо Меджик». 3 квітня 2012 року оновив свій особистий рекорд результативності, набравши 31 очко в матчі проти «Детройт Пістонс». 3 грудня 2013 року в матчі проти «Філадельфії» набрав 33 очки. 21 лютого 2014 року за спільною згодою клуб і гравець розірвали контракт.
24 лютого 2014 року перейшов до «Лос-Анджелес Кліпперс», у складі якої провів наступний сезон своєї кар'єри. 
Залишаючись кілька років поза баскетболом, 5 грудня 2018 року став гравцем команди «Сент Джонс Едж» з Канадської баскетбольної ліги.

## Статистика виступів в НБА
| † | Позначає сезон, в якому Глен Девіс ставав чемпіоном НБА |

### Регулярний сезон
| Сезон             | Команда                 | GP  | GS  | MPG  | FG%  | 3P%  | FT%  | RPG | APG | SPG | BPG | PPG  |
| ----------------- | ----------------------- | --- | --- | ---- | ---- | ---- | ---- | --- | --- | --- | --- | ---- |
| 2007–08†          | «Бостон Селтікс»        | 69  | 1   | 13.6 | .484 | .000 | .660 | 3.0 | .4  | .4  | .3  | 4.5  |
| 2008–09           | «Бостон Селтікс»        | 76  | 16  | 21.5 | .442 | .400 | .730 | 4.0 | .9  | .7  | .3  | 7.0  |
| 2009–10           | «Бостон Селтікс»        | 54  | 1   | 17.3 | .437 | .000 | .696 | 3.8 | .6  | .4  | .3  | 6.3  |
| 2010–11           | «Бостон Селтікс»        | 78  | 13  | 29.5 | .448 | .133 | .736 | 5.4 | 1.2 | 1.0 | .4  | 11.7 |
| 2011–12           | «Орландо Меджик»        | 61  | 13  | 23.4 | .421 | .143 | .683 | 5.4 | .8  | .7  | .3  | 9.3  |
| 2012–13           | «Орландо Меджик»        | 34  | 33  | 31.3 | .448 | .000 | .718 | 7.2 | 2.1 | .9  | .6  | 15.1 |
| 2013–14           | «Орландо Меджик»        | 45  | 43  | 30.1 | .453 | .400 | .675 | 6.3 | 1.6 | 1.0 | .5  | 12.1 |
| 2013–14           | «Лос-Анджелес Кліпперс» | 23  | 1   | 13.4 | .481 | .000 | .783 | 3.0 | .3  | .5  | .3  | 4.2  |
| 2014–15           | «Лос-Анджелес Кліпперс» | 74  | 0   | 12.2 | .459 | .000 | .632 | 2.3 | .5  | .6  | .3  | 4.0  |
| Усього за кар'єру | Усього за кар'єру       | 514 | 121 | 21.1 | .447 | .182 | .700 | 4.4 | .9  | .7  | .3  | 8.0  |

### Плей-оф
| Сезон             | Команда                 | GP | GS | MPG  | FG%  | 3P%  | FT%  | RPG | APG | SPG | BPG | PPG  |
| ----------------- | ----------------------- | -- | -- | ---- | ---- | ---- | ---- | --- | --- | --- | --- | ---- |
| 2008†             | «Бостон Селтікс»        | 17 | 0  | 8.1  | .412 | .000 | .611 | 1.5 | .4  | .3  | .2  | 2.3  |
| 2009              | «Бостон Селтікс»        | 14 | 14 | 36.4 | .491 | .000 | .710 | 5.6 | 1.8 | 1.3 | .6  | 15.8 |
| 2010              | «Бостон Селтікс»        | 24 | 1  | 20.1 | .476 | .000 | .722 | 4.5 | .4  | .8  | .4  | 7.3  |
| 2011              | «Бостон Селтікс»        | 9  | 0  | 21.2 | .391 | .000 | .727 | 3.6 | .9  | .3  | .0  | 4.9  |
| 2012              | «Орландо Меджик»        | 5  | 5  | 38.0 | .438 | .000 | .773 | 9.2 | .8  | .6  | 1.2 | 19.0 |
| 2014              | «Лос-Анджелес Кліпперс» | 13 | 0  | 12.2 | .610 | .000 | .000 | 2.8 | .7  | .2  | .2  | 3.8  |
| 2015              | «Лос-Анджелес Кліпперс» | 14 | 0  | 10.3 | .447 | .000 | .778 | 1.9 | .2  | .4  | .4  | 2.9  |
| Усього за кар'єру | Усього за кар'єру       | 96 | 20 | 18.9 | .472 | .000 | .716 | 3.7 | .7  | .6  | .4  | 6.9  |